# Pikiweć
Pikiweć (ukr. Піківець) – wieś na Ukrainie, w obwodzie czerkaskim, w rejonie humańskim, w hromadzie Pałanka. W 2024 liczyła 591 mieszkańców, spośród których 591 wskazało jako ojczysty język ukraiński.